# Amyntor (Macédonien)
Pour les articles homonymes, voir Amyntor (homonymie).
Amyntor (en grec ancien Ἀμύντωρ / Amintôr) est un noble macédonien ayant vécu au IVe siècle av. J.-C. Il est le père d'Héphaestion, le favori d'Alexandre le Grand.

## Biographie
La lignée d'Amyntor n'est pas précisément connue mais il serait peut-être d'origine athénienne, sa famille s'étant expatriée en Macédoine. Ainsi le nom de son fils, Héphaestion, est celui du temple d'Héphaïstos qui surplombe l'agora d'Athènes alors que ce nom n'apparaît pas en Macédoine à cette époque. Il a entretenu des relations amicales avec Philippe II et fait de son fils un page à la cour de Pella. Il est désespéré par l'assassinat de Philippe en 336 av. J.-C.
Un décret de Démade promulgué en 334 accordant la citoyenneté athénienne à un dénommé Amyntor fils de Démétrios, et à ses descendants, fait très probablement référence à lui
. Il aurait ainsi pu utiliser son influence, par l'intermédiaire de son fils, pour persuader Alexandre de traiter les Athéniens avec indulgence et de revenir sur sa demande d'expulsion des principaux orateurs athéniens. 